# Raffelstettenski carinski predpisi
Raffelstettenski carinski predpisi (latinsko Inquisitio de theloneis Raffelstettensis, dobesedno Poizvedba o Raffelstettenskih cestninah)  so redek primer pravne ureditve carin v zgodnjesrednjeveški Evropi, katerih besedilo se je ohranilo. Uredba obstaja v enem samem rokopisu iz leta 1250, ki je bil shranjen v cerkvi v Passauu. Kritično izdajo rokopisa sta leta 1897 v Monumenta Germaniae Historica objavila Alfred Boretius in Victor Krause. Besedilo se začne z  "On pozna vse verne pravoslavne ...".

## Vsebina

### Ozadje
"Ladje iz zahodnih regij pa, ki so zapustile Passauski gozd in želijo pristati v Rosdorfu ali kjer koli drugje ter tam trgovati, plačajo kot dajatev pol drahme, to je en skoti. Če želijo potovati dlje navzdol do Linza, morajo plačati tri polovične mere od vsake ladje, to je tri mernike soli. Za sužnje (mancipiis) in vse drugo blago pa ne plačajo ničesar. S tem dobijo dovoljenje za pristajanje in trgovanje, kjer koli hočejo, do Češkega gozda."

– Odlomek iz Raffelstettenskih carinskih predpisov
Besedilo je dobilo znanstveno ime Inquisitio de theloneis Raffelstettensis po Raffelstettnu, v besedilu imenovanem Raffoltestetun, cestninski postaji na Donavi, nekaj kilometrov dolvodno od Linza v Zgornji Avstriji. Uredba je bila datirana nekam med leti 903 in 905/906. Raffelstetten je bil takrat del Vzhodne Frankovske, uradno pod oblastjo karolinškega kralja Ludvika Otroka (vladal 900–911), ki je bil takrat star okoli 9 let. Ozadje predpisov je bila pritožba bavarskih škofov, opatov in grofov, "ki  jih je pot vodila na vzhodna ozemlja", da jih "motijo nedovoljene carine, dajatve in mitnine" (qui in orientales partes iter habebant). Na njihovo pritožbo je bil izdan kraljevi ukaz bavarskemu mejnemu grofu Aribu (vladal 871–909), naj skupaj s "sodniki z vzhodnih ozemelj" (iudicibus orientalium) razišče in na novo opredeli obstoječe tradicionalno carinsko pravo. Zatem je bilo imenovanih 41 posvetnih in cerkvenih uradnikov, vključno s škofi in grofi, ki so pregledali stanje in objavili svoje zaključke.

### Prepoznavanje imen
V besedilu je omenjenih več toponimov in demonimov. Znanstveniki so večino od njih uspeli prepoznati na sodobnih lokacijah, nekaj imen pa je še nejasnih.

## Ocena
Carinski predpisi so zelo dragoceni za znanstvene raziskave trgovanja  v Vzhodni Evropi v 9. in 10. stoletju. Ker je 41 uradnikov trdilo, da navajajo carinske postaje in carinske stopnje, ki naj bi veljale med vladavinama Ludvika Nemškega (vl. 843–876) in Karlmana Bavarskega (vl. 876–879), je iz tega mogoče narediti nekaj sklepov za obdobje med letoma 840 in 906, ekstrapolacija za obdobje po letu 906 pa je precej tvegana. Iz besedila je razvidno, da je bil Raffelstetten kraj, kjer so se od sredine 9. stoletja do začetka 10. stoletja srečevali različni trgovci.
Uredba omenja "skoti", valuto, ki v karolinški Evropi ni bila potrjena. Videti je, da so si ime in ustrezno maso sposodili od Rusov.

## Opomba
1. ↑  Starovzhodnoslovanska beseda "skotъ" izhaja iz staronordijskega  *skattr. Celoten monetarni sistem je temeljil na afriškem dirhamu.[6]